# 阿灵泼语
阿灵泼语(a55le21pho21;)，也称彝青或干彝，是一种在中国云南省东部使用的彝语支语言。

## 分类
李德君(2011)将阿灵泼语归为东部彝语，与纳苏语和峨颇语相似。但修至诚(2018)注释道它是彝语东南方言，和阿细语、阿哲语和阿扎语关系密切。

## 分布
阿灵泼语在师宗县和罗平县被上万人使用。在石林彝族自治县矣美堵村被约100人使用。在石林彝族自治县，阿灵泼语被撒尼语社区环绕。